# Monument des héros éponymes

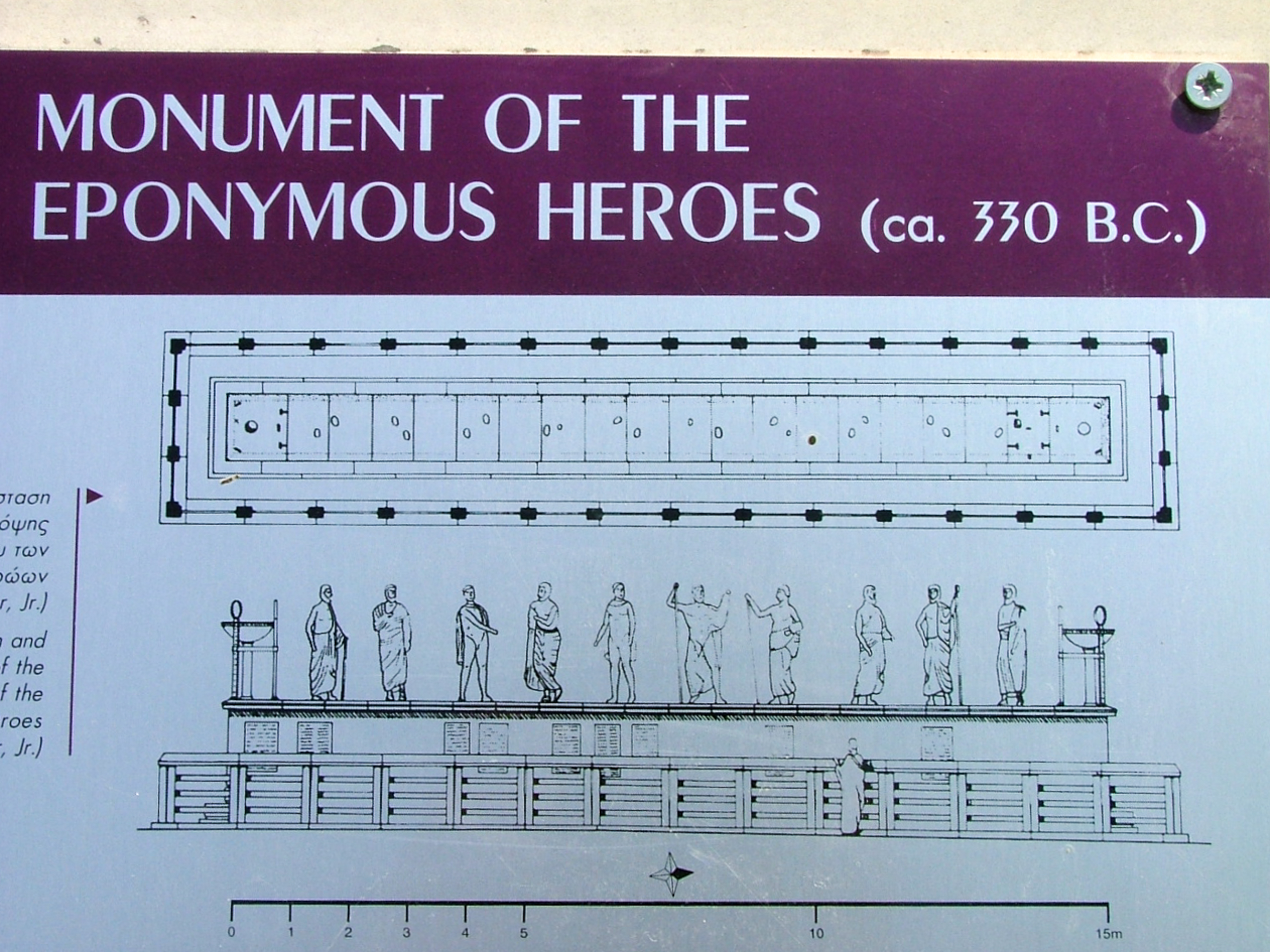
Monument des héros éponymes (reconstitution).

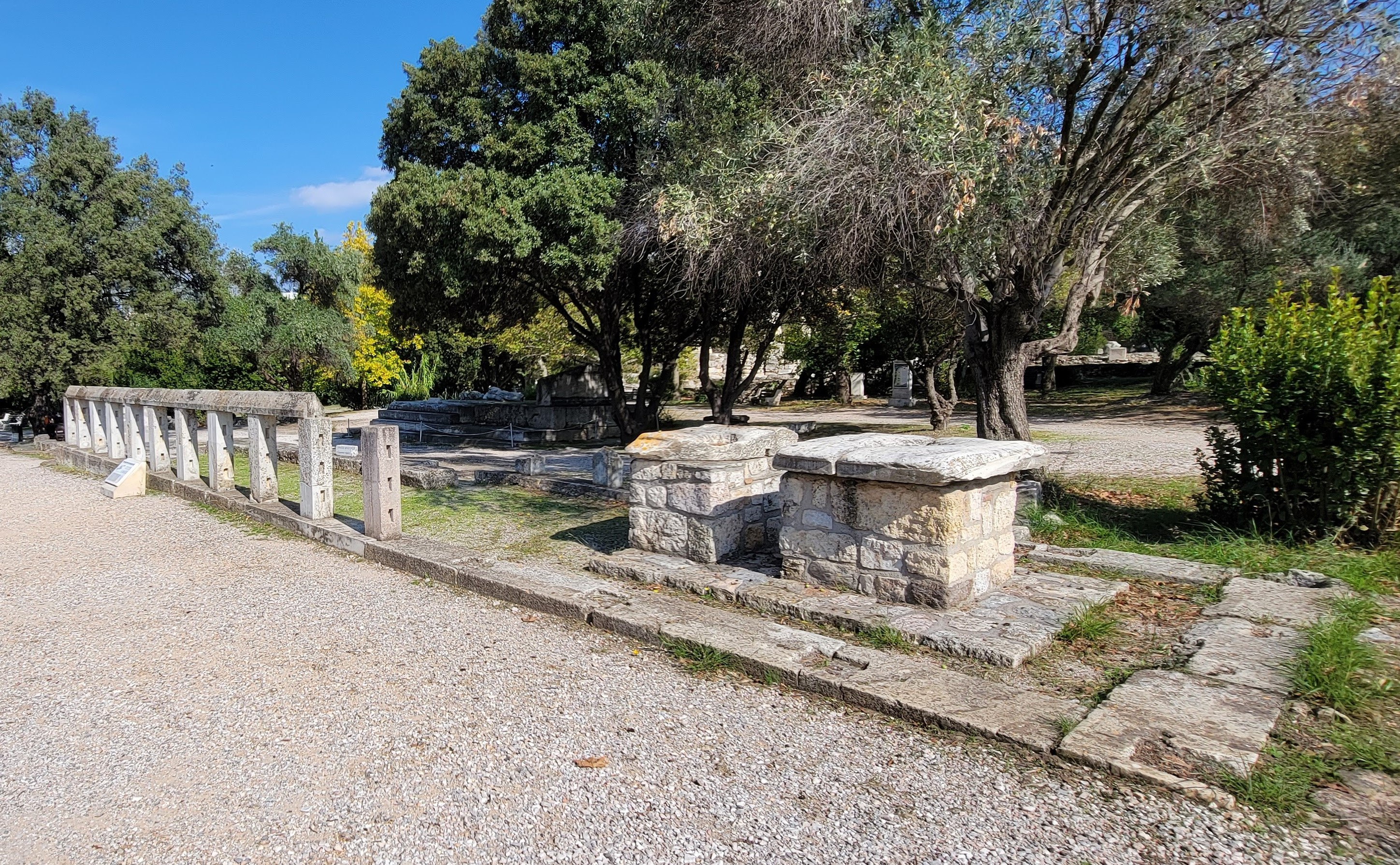
Vestiges du monument des héros éponymes, sur l'agora d'Athènes.

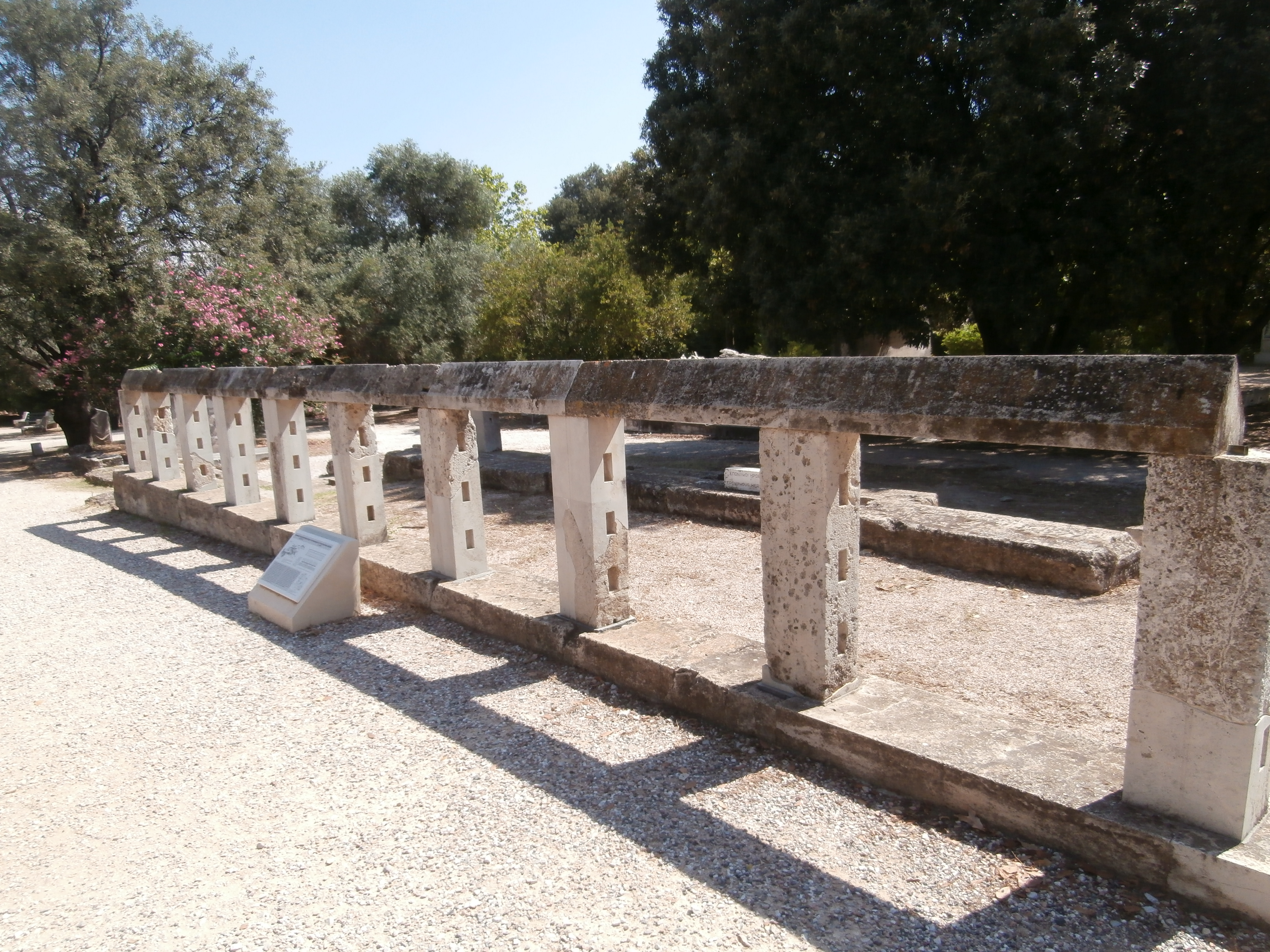
Détail de la clôture reconstituée.

Le monument des héros éponymes est un ancien monument d'Athènes qui participait du culte athénien, situé sur l'agora, près de la tholos et du bouleutérion.
Les Athéniens y trouvaient affichés les décrets et textes législatifs proposés ou votés par le sénat (la boulè), qui légiférait dans le bouleutérion voisin,,:311.

## Description
Le podium de marbre supportait les statues de bronze des dix héros éponymes représentant les tribus d'Athènes. Du monument, il reste la clôture de calcaire, largement reconstituée, et la base du socle central, tout en longueur, où les dix statues étaient autrefois alignées. 
La liste des dix héros varie notablement selon les sources. On cite :
- Acamas, fils de Thésée ;
- Ajax, fils de Télamon, roi de Salamine ;
- Antiochus, fils d'Héraclès, héros de la tribu des Antiochides ;
- Cécrops ;
- Égée, père de Thésée ;
- Érechthée ;
- Hippothoon (Ἱπποθόων), fils de Poséidon, roi légendaire d'Éleusis, héros de la tribu des Hippothoontides.
- Léos (el) (Λεώς), fils d'Orphée, héros légendaire de la tribu des Léontides : selon une version, pour obéir à l'oracle de Delphes, il se serait sacrifié ou, selon une autre version, il aurait sacrifié ses trois filles afin de soulager la ville d'Athènes d'une épidémie ou d'une famine ;
- Oinéas ou Énéas (Οινέας), roi de Calydon, à qui Dionysos enseigna l'usage correct du vin, alors qu'il était hébergé dans son palais ;
- Pandion, roi légendaire d'Athènes.

Il a aussi été rapporté une liste de noms comprenant, en plus d'Érechthée et Érichtonios, fondateurs d'Athènes, les noms d'autres héros ayant eu leur statue sur le monument : Harmodios et Aristogiton, les Tyrannoctones ; Conon et son fils Timothée, généraux prestigieux de la cité.

## Recherches archéologiques
Fouilles
Le monument a été découvert lors des fouilles menées en 1931 et 1932 par l'École américaine d'études classiques d'Athènes. La restauration partielle de l'enceinte a été achevée en 1951, tandis que de nouvelles investigations ont été menées en 1967.